# Ludwig Ehrlich von Treuenstätt mladší
Ludwig Ehrlich von Treuenstätt (pro odlišení od otce uváděn jako L. Ehrlich mladší, celým jménem Ludwig Max Josef Ehrlich von Treuenstätt; 3. srpna 1839 Liberec – 12. března 1901 Liberec) byl rakouský a český politik německé národnosti, v 2. polovině 19. století poslanec Říšské rady a starosta Liberce.

## Biografie
Pocházel z vlivné českoněmecké rodiny, původně usazené v Pardubicích, od počátku 19. působící v Liberci. Jeho otec Ludwig Ehrlich von Treuenstätt starší (12. března 1867 získal rytířský titul s přídomkem von Treuenstätt.) byl zemským poslancem a v 50. a 60. letech 19. století starostou Liberce. Ludwig Ehrlich von Treuenstätt mladší vystudoval piaristické gymnázium v Praze. Do roku 1869 potom studoval práva na Karlo-Ferdinandově univerzitě v Praze, ale po smrti otce školu nedokončil. Od roku 1869 působil jako soukromník v Praze, pak se přestěhoval do Liberce. Byl veřejně a politicky aktivní. Od června 1870 byl členem libereckého obecního zastupitelstva a ještě téhož roku se stal městským radním. Od července 1872 vykonával funkci náměstka starosty Liberce. Od 4. ledna 1882 do 13. listopadu 1885 pak zastával post starosty Liberce.
Angažoval se i ve vysoké politice. V doplňovacích zemských volbách v roce 1874 se stal místo Ignaze Graßeho poslancem Českého zemského sněmu. Reprezentoval městskou kurii, obvod Liberec. Mandát zde obhájil v řádných volbách v roce 1878 a volbách roku 1883. Na mandát rezignoval roku 1885. Patřil mezi německé liberály (ústavověrné).
Působil i jako poslanec Říšské rady (celostátního parlamentu Předlitavska), kam nastoupil doplňovacích volbách roku 1880 za kurii městskou v Čechách, obvod Liberec. Slib složil 30. listopadu 1880. Ve volebním období 1879–1885 se uvádí jako rytíř Ludwig Ehrlich von Treuenstätt, starosta, bytem Liberec.
Zemřel v březnu 1901.